# Necromys urichi
Necromys urichi é uma espécie de roedor da família Cricetidae. Pode ser encontrada no Brasil, Colômbia, Trinidad e Tobago e Venezuela.